# Phoroncidia aciculata
Phoroncidia aciculata är en spindelart som beskrevs av Tord Tamerlan Teodor Thorell 1877. Phoroncidia aciculata ingår i släktet Phoroncidia och familjen klotspindlar.
Artens utbredningsområde är Sulawesi. Inga underarter finns listade i Catalogue of Life.